# بورسرید
بورسرید (به سوئدی: Burseryd) یک منطقه مسکونی است که در بخش گیسلاود شهرستان یونشوپینگ در کشور سوئد واقع شده است. جمعیت بورسرید در پایان سال ۲۰۱۰ بالغ بر ۸۵۴ نفر بوده است.